# InVesalius
InVesalius é um software livre para reconstrução tridimensional de estruturas anatômicas. Baseado em um conjunto de imagens bidimensionais, obtidas através de equipamentos de Tomografia Computadorizada ou Ressonância magnética, o programa permite que sejam gerados modelos tridimensionais da regiões de interesse do corpo humano. Após reconstruir tridimensionalmente as imagens DICOM, o software permite a geração de arquivos 3D no formato STL. Este arquivos podem ser utilizados para Prototipagem Rápida.
O software InVesalius foi desenvolvido no CTI (Centro de Tecnologia da Informação Renato Archer), centro de pesquisas do Ministério da Ciência e Tecnologia do Brasil, e está hospedado no Portal do Software Público. A licença do software é CC-GPL 2. Ele está disponível em Inglês, Português Brasileiro, Francês, Espanhol, Chinês, Alemão e Grego.
InVesalius foi desenvolvido utilizando Python e pode ser utilizado em GNU Linux, Windows e OS X. Também foram utilizados, em seu desenvolvimento, as bibliotecas VTK, wxPython, GDCM e NumPy.
Seu nome é uma homenagem ao médico belga Andreas Vesalius (1514-1564), considerado o "pai da anatomia moderna". Trata-se de uma ferramenta simples, livre e gratuita, robusta, multiplataforma, com comandos em português, com funções claras e diretas, de fácil manuseio e rápida quando executada em microcomputador PC. O uso das tecnologias de visualização e análise tridimensional de imagens médicas e de prototipagem rápida permitem que o cirurgião faça um planejamento cirurgico detalhado e simule com antecedência as intervenções mais complexas – que envolvem, por exemplo, alto grau de deformidade facial ou a colocação de próteses.
Até 2013, o software já havia sido utilizado para gerar mais de 5000 modelos de prototipagem rápida de estruturas anatômicas através do projeto Promed.

## Links
- Site sobre o InVesalius
- Site secundário do InVesalius
- Código fonte do InVesalius
- Portal do Software Público
- Página de tradução do InVesalius no Transifex
- InVesalius no Ohloh
- InVesalius no Twitter
- Promed

## Trabalhos relacionados
- Confex.com (em Inglês)